# Praga V3S
Le camion Praga V3S est un véhicule conçu à l'origine pour une utilisation militaire. Son appellation signifie camion militaire de trois tonnes ou trois essieux spéciaux. Sa production a commencé en 1953. La version civile Praga S5T (5T = charge utile de 5 tonnes) a été lancée trois ans plus tard. Les camions Praga ont été produits par le constructeur tchécoslovaque Praga jusqu'en 1964, mais les derniers exemplaires ont été fabriqués en 1990 par BAZ à Bratislava. Au total, environ 131 000 exemplaires ont été produits. Ce camion est considéré, en ex Tchécoslovaquie comme le meilleur véhicule tout-terrain de son époque et l'armée tchécoslovaque l'utilisa pendant plus d'un demi-siècle. C'est aussi le camion tchécoslovaque le plus produit. Il a été commercialisé dans 72 pays.

## Histoire
Le développement du véhicule par les concepteurs tchèques a duré seulement quatre mois pour arriver à la présentation d'un prototype, inspiré principalement des camions américain Studebaker US6 et soviétique ZIL 151. Le résultat est un camion de conception tchèque avec des essieux positionnés au-dessus de l'axe de rotation des roues ce qui donne au V3S une garde au sol très importante (80 cm) avec des jantes de petit diamètre. Cette conception a offert au camion une très grande facilité de mouvement, même en terrain très difficile, avec une vitesse maximale limitée à 60 km/h.
Le moteur est un diesel six cylindres refroidi à l'air "Tatra 912-1" dérivé du moteur V12 Tatra V910 du Tatra 111 que les ingénieurs tchèques ont coupé en deux. Le moteur a une cylindrée de 7 412 cm3 avec injection directe de carburant et soupapes en tête. Il est relativement bruyant, mais fonctionne de manière fiable même dans des conditions extrêmes (à l'exception des démarrages difficiles à basse température). Il permet au camion de franchir des rampes allant jusqu'à 75% sans remorque. Livré uniquement en configuration 6x4, sa consommation est de 30 litres de gasoil aux 100 km, le réservoir de carburant a une capacité de seulement 120 litres. La charge utile du camion est de 5 tonnes sur route et de 3 tonnes en terrain accidenté. La vitesse maximale est de 60 km/h.